# Jako alkoholno piće
Jako alkoholno piće ili žestoko alkoholno piće je alkoholno piće, koje u smislu Pravilnika o jakih alkoholnim pićima Republike Hrvatske (u daljem tekstu: Pravilnik) ima sljedeća svojstva:
- namijenjeno je za ljudsku potrošnju;
- ima posebna senzorska svojstva;
- sadrži minimalno 15% vol. alkohola;
- proizvodi se

- izravno

- destilacijom, s ili bez dodavanja aroma, prirodno prevrelih sirovina poljoprivrednog podrijetla, i/ili
- maceracijom ili sličnom preradom bilja u etilnom alkoholu poljoprivrednog podrijetla i/ili u destilatima poljoprivrednog podrijetla, i/ili u jakim alkoholnim pićima, i/ili;
- dodavanjem aroma, šećera ili drugih dopuštenih sladila i/ili drugih poljoprivrednih proizvoda i/ili prehrambenih proizvoda etilnom alkoholu poljoprivrednog podrijetla i/ili destilatima poljoprivrednog podrijetla i/ili jakim alkoholnim pićima u smislu Pravilnika,

- miješanjem jakog alkoholnog pića s jednim ili više:

- drugih jakih alkoholnih pića i/ili
- etilnim alkoholom poljoprivrednog podrijetla ili destilatima poljoprivrednog podrijetla, i/ili
- drugih alkoholnih pića, i/ili
- pića.

Zaslađivanje je dopušteno jednim ili više dopuštenih sladila: 
- polubijeli šećer, bijeli šećer, ekstra bijeli šećer, dekstroza, fruktoza, glukozni sirup, otopina šećera, otopina invertnog šećera, sirup invertnog šećera;
- rektificirani koncentrirani mošt od grožđa, koncentrirani mošt od grožđa, svježi mošt od grožđa;
- prženi šećer, koji je isključivo dobiven kontroliranim zagrijavanjem saharoze bez dodatka baza, mineralnih kiselina ili drugih kemijskih dodataka;
- med
- sirup rogača
- druge prirodne ugljikohidratne tvari koje imaju isti učinak kao gornji proizvodi.[1]

Podjela:
- prema porijeklu sirovine i načinu proizvodnje[2]
  - (Prirodne) rakije (uključuje brandy, štok i konjak)
    - Rakije od grožđa
    - Voćne rakije (uključuje i rakije od šumskih plodova)
      - rakije od koštuničavog voća (npr. šljiva, višnja, trešnja)
      - rakije od jabučastog voća (npr. jabuka, dunja, smokva)
      - rakije od (ostalog) bobičastog voća (npr. borovnica, ribiz, kupina, grožđe)

    - Rakije od voćne komine
    - Specijalne (prirodne) rakije
      - aromatične (aromatizirane) rakije
      - travarice

  - Rakije po posebnim postupcima (uključuje viski, žitna rakija, rum, džin, rakija od aromatskog bilja i rakija od voćnih macerata)
    - rakije od prevrele žitne komine
    - rakije od prevrelih plodova
    - rakije od šećerne trske
    - rakije od prevrelih plodova siromašnih šećerom
    - rakije od macerata neprevrelih sirovina u etil-alkoholu

  - Jaka alkoholna pića po posebnim postupcima
    - votka
    - domaći brandy
    - domaći rum
    - domaći viski
    - domaća tequila
    - jaka alkoholna pića od voća

  - Likeri
  - Miješana jaka alkoholna pića (Kokteli)
    - gazirana alkoholna pića
    - desertna likerska pića
    - miješana alkoholna pića
    - alkoholna pića od meda
    - aromatizirana pića na bazi vina
    - aromatizirani kokteli na bazi vina

Žestoka pića (rjeđe destilirana pića) naziv je za sve vrste alkoholnih pića koja sadrže alkohol tj. etanol proizveden destilacijom umjesto vrenjem. Ona u pravilu sadrže omjer alkohola veći od 15 % (koga imaju nedestilirana pića kao pivo i vino).
U žestoka pića se ubrajaju:
- viski
- rakija
- votka